# Lucie Olbrechts-Tyteca
Lucie Olbrechts-Tyteca (Sint-Gillis, 1899 – aldaar, 1987) was een Belgische sociologe die vanaf 1948 met de filosoof Chaïm Perelman samenwerkte en de stroming genaamd de Nieuwe Retorica ontwikkelde.

## Biografie en werk
Olbrechts-Tyteca werd in 1899 geboren in een Brusselse familie. Zij studeerde geesteswetenschappen en onderzoeksmethoden in de sociale wetenschappen aan de Université libre de Bruxelles, zonder enige ambitie om carrière te maken. Ze trouwde met de statisticus Raymond Olbrechts, die elf jaar ouder was, en werd daarna wetenschapper. In 1948 ontmoette zij Perelman.
Olbrechts-Tyteca en Perelman werkten van 1948 tot aan de dood van Perelman in 1984 samen. Zij bestudeerden de argumentatieleer en deden meerdere bijdragen aan deze discipline. Ze schreven Le Traité de l’argumentation, la nouvelle rhétorique. Haar bijdrage zou hebben bestaan uit het verduidelijken van de ideeën van Perelman, die vooral de theoretische aspecten heeft uitgewerkt.
Zij heeft ook gewerkt aan de verhouding tussen de retorica en het stripverhaal, waar ze in 1974 verslag van deed in het boek Le comique du discours.

## Werken
- Le dépistage de la tuberculose par les examens systématiques de collectivités, 1948.
- Rhétorique et philosophie, avec Chaïm Perelman, Paris, Presses Universitaires de France, 1952.
- Traité de l'argumentation : la nouvelle rhétorique, avec Chaïm Perelman, Paris, Presses Universitaires de France, 1958.
- Les définitions des statisticiens, 1960.
- Rencontre avec la rhétorique, 1963.
- Le comique du discours, Bruessels Press, 1974.

- Bibliothèque nationale de France: cb12427223f (data)
- Digitale Bibliotheek voor de Nederlandse Letteren: olbr002
- Gemeinsame Normdatei: 115896188X
- International Standard Name Identifier: 0000 0001 0886 7117
- Library of Congress Control Number: n78095500
- Nationale Bibliotheek van Tsjechië: jn20020721449
- Nationale Bibliotheek van Israël: 987007274987305171
- Nederlandse Thesaurus van Auteursnamen: 067924646
- Istituto Centrale per il Catalogo Unico: CFIV082445
- Système universitaire de documentation: 033403287
- Virtual International Authority File: 34548232
- WorldCat: E39PBJdCqkHXF4Qf9dfKbFHKVC